# Dryanovo (obchtina)
Dryanovo (bulgare : Дряново) est une obchtina de l'oblast de Gabrovo en Bulgarie.